# Hauptbahn

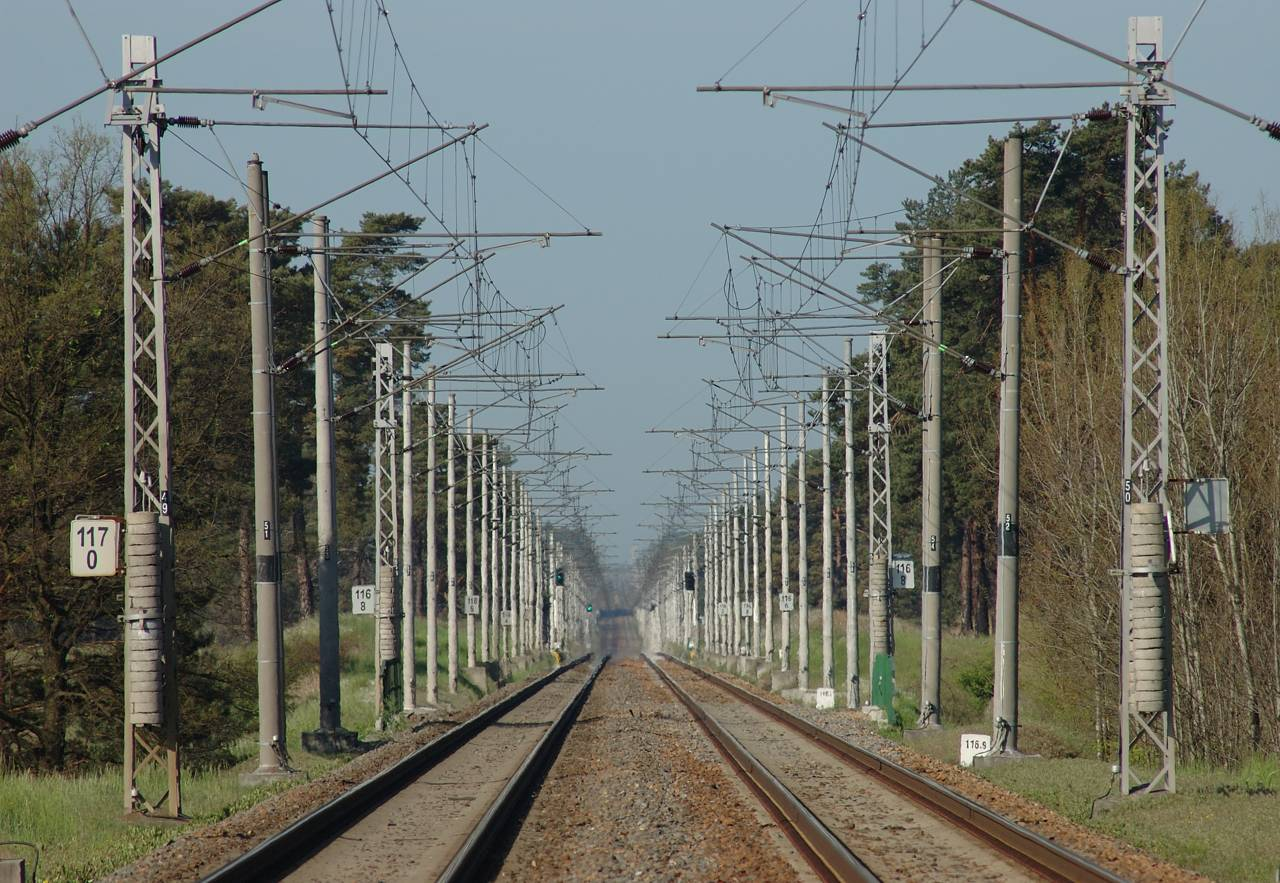
Zweigleisige, elektrifizierte Hauptbahn in Tschechien (2007)

Eine Hauptbahn, auch Haupteisenbahnstrecke, Eisenbahnhauptstrecke, Haupteisenbahn  oder Hauptbahnstrecke, ist eine Eisenbahnstrecke, die im Gegensatz zur Nebenbahn zum Grundnetz gehört.

## Rechtliche Grundlagen

### Europa
Eine Haupteisenbahnstrecke ist gemäß der Umgebungslärmrichtlinie eine Schienenstrecke mit einem Verkehrsaufkommen von mehr als 30.000 Zügen pro Jahr (siehe Artikel 3, Absatz o). Der EU-Kommission sollten bis zum 30. Juni 2005 alle Haupteisenbahnstrecken mit einem Verkehrsaufkommen von mehr als 60.000 Zügen pro Jahr gemeldet werden. Diese Meldung soll alle fünf Jahre aktualisiert werden (siehe Artikel 7, Nummer 1, Absatz 2).

### Deutschland
Eine Definition von Haupt- und Nebenbahnen gibt es in der Eisenbahn-Bau- und Betriebsordnung (EBO). Der § 1 Abs. 2 lautet:
1. für die Eisenbahnen des Bundes das jeweilige Unternehmen,
2. für Eisenbahnen, die nicht zum Netz der Eisenbahnen des Bundes gehören (nichtbundeseigene Eisenbahnen), die zuständige Landesbehörde.

Mit der Neufassung der Betriebsordnung (BO) von 1958 wurde die zulässige Geschwindigkeit auf 140 km/h angehoben.
Mit der EBO-Neufassung von Mai 1967 wurde die zulässige Geschwindigkeit auf Nebenbahnen nach § 40 (2) EBO von 60 auf 80 km/h und auf Hauptbahnen von 140 auf 160 km/h angehoben. Damit wurden Ausnahmezulassungen des Bundesverkehrsministers für die Züge Rheingold und Rheinpfeil entbehrlich. Für Fahrten mit über 140 km/h hatte die Bundesbahn 1962 Vorläufige Richtlinien für die Planung und Durchführung von Zugfahrten über 140 km/h bis 160 km/h herausgegeben.
Mit der Dritten EBO-Änderungsverordnung wurde im Mai 1991 die zulässige Höchstgeschwindigkeit von Personenzügen auf Hauptbahnen von 160 auf 250 km/h heraufgesetzt. Damit war insbesondere für die mit bis zu 200 km/h verkehrenden Intercity-Züge keine Ausnahmezulassung mehr nötig.

### Österreich
Hauptbahnen sind in § 4 des Eisenbahngesetzes 1957 definiert:
1. 1. die gemäß § 1 des Hochleistungsstreckengesetzes, BGBl. Nr. 135/1989, zu Hochleistungsstrecken erklärt sind;
  2. die der Bundesminister für Wissenschaft und Verkehr durch Verordnung zu Hauptbahnen erklärt hat, weil ihnen eine besondere Bedeutung für einen leistungsfähigen Verkehr – insbesondere mit internationalen Verbindungen oder im Regionalverkehr – zukommt oder sie hierfür ausgebaut werden sollen.

Da bis dato keine Verordnung gemäß § 4 Abs. 1 Z. 2 des Eisenbahngesetzes erlassen wurde, ergibt sich die Summe der österreichischen Hauptbahnen aus den bisher ergangenen 6 Verordnungen der Bundesregierung  gemäß § 1 Hochleistungsstreckengesetz.

### Schweiz
Im Schweizer Recht wird nicht mehr zwischen Haupt- und Nebenbahnen unterschieden. Mit der Revision des Eisenbahngesetzes von 2009 wurde die Unterscheidung aufgegeben.
Davor galt bis 2009 gemäß ehemaligem Art. 2 des Eisenbahngesetzes:

## Skandinavien
In Skandinavien gibt es je nach Landessprache in der Übersetzung den Begriff Stammbahn. Dessen Definition erfolgt nicht wie in Deutschland mit der Gegenüberstellung der Begriffe Hauptbahn und Nebenbahn. In den jeweiligen Ländern sind dies Strecken, die nach der ursprünglichen Festlegung Landesteile miteinander verbinden.
Sie haben im Normalfall den Standard von Hauptbahnen, decken jedoch nicht wie nach der deutschen Definition ein Grundnetz ab, sondern sind übergeordnet zu betrachten.
Ursprünglich wurden die Stammbahnen in Schweden 1854 durch einen Parlamentsbeschluss des schwedischen Reichstages eingeführt. Damals wurde festgelegt, dass die Hauptstrecken eines Landes vom Staat gebaut werden, im Gegensatz zu anderen Strecken, die von privaten Unternehmen und Konsortien errichtet werden sollten. Stammbahnen wurden in Schweden von 1856 bis 1892 gebaut. Damit endete der Bau von Hauptstrecken aber nicht. In den frühen 1900er Jahren waren vor allem im Norden neue Strecken zu bauen. Diese wurden jedoch wie etwa die Inlandsbahn nicht mehr Stammbahnen genannt.
In Norwegen bezeichnet man mit Stammbahnen innernorwegische Fernbahnen zwischen den Landesteilen (norwegisch Landsdel).
Banedanmark benutzt in Dänemark zwar den Begriff Hovedbaner, definiert ihn aber wie folgt: „Hovedbaner udgør det overordnede banenet, der binder landsdelene sammen.“ (deutsch „Hovedbaner bezeichnet das übergeordnete Bahnnetz, das die Landesteile verbindet.“). Daneben verwendet Banedanmark die Definition Regionalbaner, die große Städte wie Aalborg und Frederikshavn mit dem in Deutschland gewohnten Standard einer Hauptbahn verbinden. Reine Nebenbahnen werden in Dänemark als Sidebaner bezeichnet.

## Hinweis
Die gesetzlichen Definitionen stimmen oftmals nicht mit der Umgangssprache überein. Eine in der öffentlichen Meinung als Nebenbahn angesehene Schienenverbindung kann rechtlich eine Hauptbahn sein oder umgekehrt.
- Fernzüge verkehren in der Regel auf Hauptbahnen, manche touristisch wichtigen Ziele erreichen Fernzüge aber auch nur über Nebenbahnen.
- Viele Hauptbahnen sind zweigleisig, aber es gibt auch eingleisige Hauptbahnen und zweigleisige Nebenbahnen.
- In bestimmten Ländern sind viele Hauptbahnen elektrifiziert, dagegen nur wenige Nebenbahnen.